# Jackson (condado de Washington, Wisconsin)
Jackson es un pueblo ubicado en el condado de Washington en el estado estadounidense de Wisconsin. En el Censo de 2010 tenía una población de 4.134 habitantes y una densidad poblacional de 47,19 personas por km².

## Geografía
Jackson se encuentra ubicado en las coordenadas 43°19′42″N 88°6′24″O / 43.32833, -88.10667. Según la Oficina del Censo de los Estados Unidos, Jackson tiene una superficie total de 87.6 km², de la cual 87.38 km² corresponden a tierra firme y (0.25%) 0.21 km² es agua.

## Demografía
Según el censo de 2010, había 4.134 personas residiendo en Jackson. La densidad de población era de 47,19 hab./km². De los 4.134 habitantes, Jackson estaba compuesto por el 97.61% blancos, el 0.6% eran afroamericanos, el 0.19% eran amerindios, el 0.6% eran asiáticos, el 0% eran isleños del Pacífico, el 0.29% eran de otras razas y el 0.7% pertenecían a dos o más razas. Del total de la población el 1.5% eran hispanos o latinos de cualquier raza.